# Hermann Bellebaum
Friedrich Hermann Bellebaum (* 19. Mai 1805 in Siegen (Westfalen); † 4. April 1875) war ein deutscher Schriftsteller.
Er war Geistlicher und leitete eine Privatschule. Seine Werke veröffentlichte er unter dem Pseudonym Hermann von der Sieg.

## Werke (Auswahl)
- Hans von der Hube. Historisch-romantisches Gemälde aus der Zeit Rudolfs von Habsburg. Vorländer Verlag, Siegen 1832.
- Harold der Zigeunerkönig. Historisch romantisches Gemälde aus der ersten Hälfte des 17. Jahrhunderts, theilweise unter dem Grafen, nachherigen Fürsten Johann Moriz von Nassau. Vorländer Verlag, Siegen 1838.
- Fritz der Hammerschmied. Vorländer Verlag, Siegen 1858.